# Tjärnberg
Tjärnberg is een gehucht binnen de Zweedse gemeente Arjeplog. De naam bevat een tegenstelling: tjärn betekent poel, berg spreekt voor zich. Tjärnberg is gelegen aan een afslag van de Riksväg 95, meer dan 70 kilometer ten westen van Arjeplog. Vanuit Tjärnberg kan men per helikopter of sneeuwscooter naar Miekak.
Bestuurscentrum: Arjeplog (tätort)
Småort: Laisvall · Slagnäs
Overig: Adolfström · Gautosjö · Hällbacken · Jäkkvik · Kasker · Kurrokvejk · Laisvall by · Luokta-Mavas · Maskaur · Mellanström · Miekak · Örnvik · Racksund · Semisjaur-Njarg · Ståkke · Svaipa · Tjärnberg · Västra Kikkejaur